# Kalmár Szilárd
Kalmár Szilárd (Kaposvár, 1976. október 4. –) magyar baloldali politikus, újságíró.

## Pályafutása
Az ELTE Szociológiai és Szociálpolitikai Intézetének szociálpolitika szakán szerzett diplomát 2006-ban. A kilencvenes években az Ifjú Szocialisták Mozgalmának aktivistája, majd Somogy megyei elnöke volt. A Szocialista Egyetemisták és Főiskolások Szövetségének is az elnöke volt. 1994-től az MSZP tagja lett, ahol előbb Horn Gyula, majd később Szanyi Tibor kampányában vállalt szerepet. 2000 óta szociális munkásként dolgozik. 
2009-ben kilépett MSZP-ből. Ezután rövid ideig részt vett a Magyarországi Munkáspárt 2006, majd a Zöld Baloldal Párt munkájában is, utóbbinak 2010 és 2011 között ügyvezető elnöke volt. 2014-ben alapító tagja lett a Táncsics – Radikális Balpártnak, aminek az elnökévé választották. 2017-től a párt alelnöke. Kalmár bejelentette indulási szándékát a 2018-as országgyűlési választáson, a józsefvárosi választókerületben, de nem sikerült elég aláírást összegyűjtenie. A választás után a párt lényegében feloszlott. Kalmár Szilárd 2020-ban alapított Igen Szolidaritás Magyarországért Mozgalom (ISZOMM) alapító tagja lett. A párt 2021-es tisztújításán nem indult, később a pártból is kilépett. Saját bevallása szerint marxista nézeteket vall.
Írásai megjelentek több országos terjesztésű nyomtatott vagy online lapban: Népszava, Népszabadság,  Mérce, Kanadai Magyar Hírlap, Moszkvatér, jelenleg a Munkások Újsága szerkesztője.
2015-ben menekültek segítése területén végzett munkája elismeréseképpen megkapta az Év Szociális Szakembere kitüntetést. 
Jelenleg a 2024 óta működő Stromfeld Aurél Egyesület elnöke. 